# Insula Kuchinoerabu
Insula Kuchinoerabu sau Kuchinoerabu-jima (口永良部島 Kuchinoerabu-jima?), este o insulă din arhipelagul Satsunan, care la rândul său fac parte din arhipelagul Ryukyu. Administrativ, insula face parte din orașul Yakushima (districtul Kumage) al prefecturii Kagoshima în Japonia.
La 29 mai 2015 craterul principal al muntelui Shindake (新岳 Shindake?) a erupt. Autoritățile au declanșat alertă maximă și au cerut evacuarea locuitorilor insulei.